# Rombak Station
Rombak Station (Rombak stasjon) er en jernbanestation på Ofotbanen, der ligger i Narvik kommune i Norge. Stationen består af tre spor, en perron og en stationsbygning i rødmalet træ med ventesal og toilet. Stationen har ikke direkte forbindelse til vejnettet, med mindre man har tilladelse til kørsel og nøgle til bommen ved Sildviksveien.
Stationen åbnede som holdeplads, da banen blev taget i brug 15. november 1902. Oprindeligt hed den Sildvik, men den skiftede navn til Rombak 1. januar 1951. Den blev opgraderet til station omkring 1909. Den blev fjernstyret 14. juli 1963 og gjort ubemandet på omkring samme tidspunkt.
Den første stationsbygning var en banevogterbolig, der brændte i 1940. Den nuværende stationsbygning blev opført i 1942 efter tegninger af NSB Narvik distrikt. 
I forbindelse med åbningen i 1902 blev der også opført et vandtårn efter tegninger af Paul Armin Due. Det var i brug, indtil banen blev elektrificeret i 1923. Vandtårnet er rundt, opført i mursten og med et tag udformet som et spir. Vandtårnet blev fredet i 2002 for at bevare en arkitektonisk, bygningshistorisk og jernbanehistorisk værdifuld bygning fra banens åbning.